# Ripon
Ripon je malé město v anglickém hrabství North Yorkshire. Podle výsledků sčítaní z roku 2001 má město 15 922 obyvatel a je tak čtvrtým nejmenším městem v Anglii po Wellsu, Ely a londýnské City. Ripon se rozkládá na soutoku řek Laver a Skell s řekou Ure.

## Historie
Ripon odvozuje svůj původ od kláštera založeného v 7. století. Deirský král Alhfrith daroval opatovi z Melrose pozemek pro stavbu kláštera v oblasti, kde se nyní nachází město. Roku 937 král Athelstan osvobodil klášter od placení cla a daní a povolil, aby byl v klášteře ustanoven soudní dvůr. Roku 948 byl klášter i město zničeno králem Edredem během jeho výpravy proti vikingům. Klášter byl později obnoven arcibiskupem z Yorku a v období ovládnutí Anglie Normany se změnil na kolegiátní kostel.
V roce 1318, kdy Anglii napadli Skotové, unikl Ripon vypálení vyplacením částky 1 000 marek. Arcibiskup z Yorku měl ve městě velké pravomoci, mimo jiné i právo pořádat trhy.

## Správa
Od raného středověku až do roku 1604 bylo město spravováno 12 konšely, v jejichž čele stál představený města. Roku 1604 se titul hlavního představitele změnil na starostu a 12 konšelů bylo doplněno o 24 volených radních.
Ripon byl po správní reformě v roce 1835 ustanoven jako municipální obvod v rámci West Riding of Yorkshire což platilo až do roku 1974. Tehdy se stal částí distriktu Harrogate
hrabství North Yorkshire. Správním orgánem Riponu je Rada města Ripon (Ripon City Council).
Ripon vysílal do parlamentu dva zástupce od roku 1295 až do roku 1328. Od roku 1553 byla provedena revize a od té doby bylo město znovu zastoupeno dvěma poslanci až do roku 1867, kdy to byl jen jeden zástupce.

## Vzdělání
V Riponu se nachází vysoká škola York St John University, která vznikla sloučením dvou pedagogických fakult Anglikánské církve založených roku 1841 (pro chlapce) a 1846 (pro dívky) v Yorku. Fakulta pro dívky byla roku 1862 přestěhována do Riponu. Roku 1990 se obě fakulty staly součástí Leedské univerzity a od 1. září 2006 se datuje vznik York St John University.
Riponské gymnázium je státem financovaná střední škola, kterou navštěvuje asi 800 studentů. Jeho historie sahá až do období vlády Sasů. V roce 1555 v období vlády Marie I. byla původní škola obnovena.

## Turistické atrakce
Hlavní turistickou atrakcí je katedrála. Je ceněna pro čistotu proporcí a různé architektonické styly. Její celková délka je 80 m, délka příčné lodi je 40 m a šířka chrámové lodi je 26 m. Byla postavena na místě původního opatství svatého Wilfreda vybudovaného okolo roku 680 ale z původní stavby opatství se dochovala pouze krypta. Stavbu současné katedrály zahájil arcibiskup Roger (1154 až 1181) a z tohoto období pochází příčná chrámová loď a části kůru. Západní vstup a věže jsou příkladem raně anglické architektury. Východní část kůru byla na konci 13. století přestavěna v dekorativním stylu. Chrámová loď, části hlavní věže a dva arkýře kůru jsou postaveny v perpendikulárním stylu. Kapitula a sakristie jsou ukázkou čistého normanského slohu.
Další zajímavou stavbou v Riponu je starý viktoriánský biskupský palác, v jehož blízkosti se nachází i Studley Royal Park, zapsaný na seznamu Světového dědictví UNESCO, s ruinami cisterciáckého opatství Fountains Abbey. Zajímavou sekulární budovou je radnice z roku 1799. Ve městě byly tři středověké nemocnice, po nichž se zachovaly pouze kaple, a sice kaple Jana Křtitele založená mezi lety 1109 a 1114, kaple sv. Anny postavena v době vlády Jindřicha VI., a dále kaple Máří Madlaleny naproti dnes již také nestojící nemocnici St Mary Magdalen Hospital postavené z podnětu yorského arcibiskupa Turstina z Bayeux (kolem 1070–1140) v první polovině 12. století pro malomocné.